# Montez (Rapper)

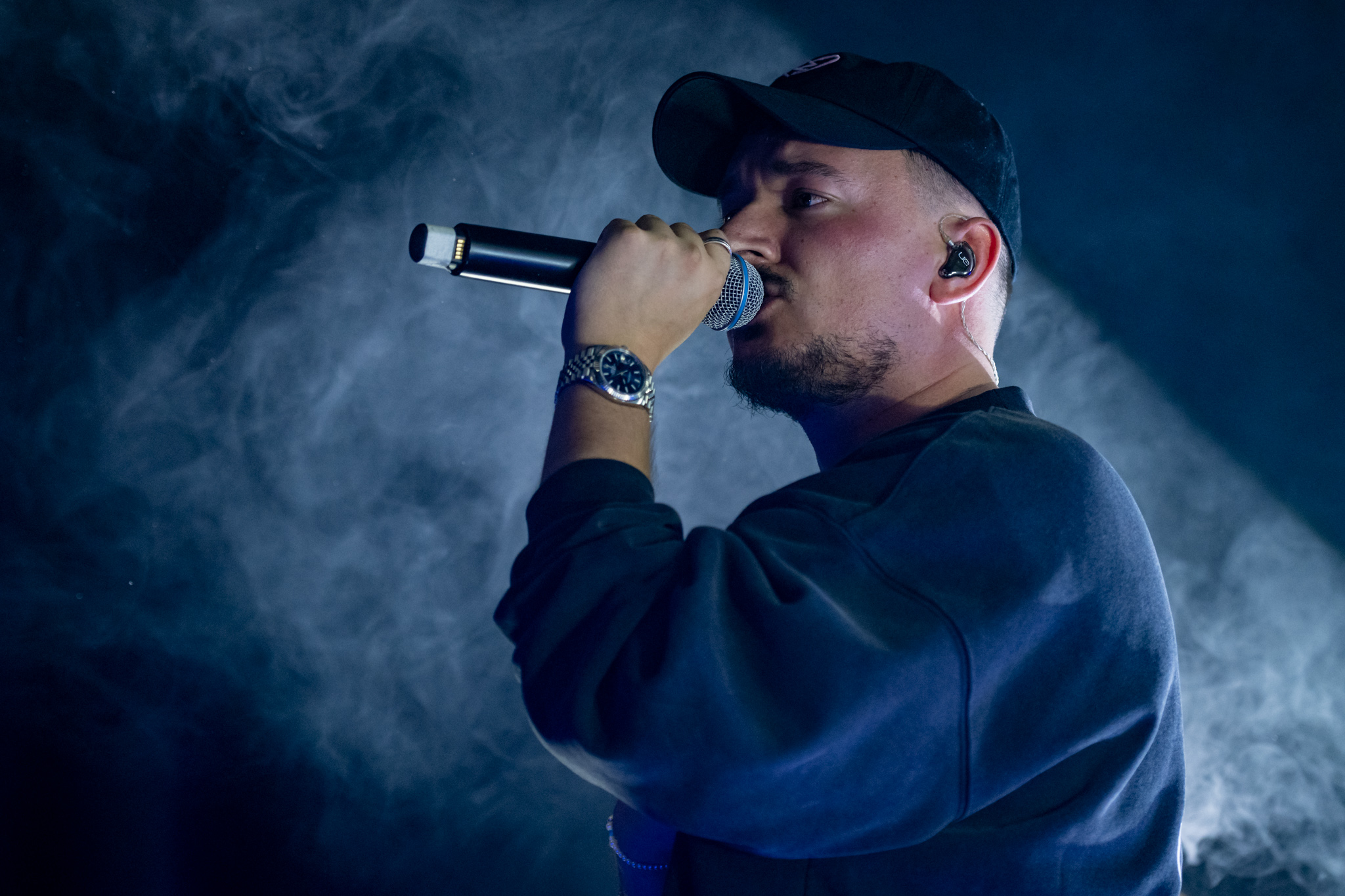
Montez (2022)

Montez (* 7. April 1994 in Bielefeld; bürgerlich Luca Manuel Montesinos Gargallo) ist ein deutscher Rapper und Sänger.

## Leben und Karriere
Montesinos hat spanische Wurzeln. In seiner Kindheit und Jugend sei er in und um Bielefeld herum „bestimmt 15 Mal“ umgezogen, erzählte er im Spiegel-Podcast Und was machst du?.
Auf die Rapmusik sei er durch seinen sechs Jahre älteren Cousin gekommen, sagte er in diesem Interview. Als er sechs oder sieben Jahre alt gewesen sei, habe dieser ihm die Musik von Wu-Tang Clan, 50 Cent, Eminem und anderen nähergebracht. Seine ersten eigenen Texte schrieb Montez im Alter von 13 Jahren.
2010 veröffentlichte er mit Punchlines eines Melancholikers sein erstes Mixtape. Darauf vertreten ist unter anderem Manuellsen. Seit dieser ersten Veröffentlichung sind seine Werke von eingängigen Melodien geprägt. Im Jahr darauf gewann er den Preis „Newcomer des Jahres“ der Online-Plattformen Hiphop.de und Juice, gekürt von den Juroren Melbeatz, Olli Banjo, Azad, Sido, K.I.Z und Kool Savas, einem Vermarktungsunternehmen und den Redaktionen der Magazine. Außerdem veröffentlichte er sein Debütalbum Venedig.
Seinen ersten Plattenvertrag unterzeichnete er wiederum ein Jahr später bei dem Label Essah Entertainment unter Kool Savas. Dieser nahm ihn überdies als Supportact mit auf seine Deutschlandtour. Noch im selben Jahr trat der damals 18-Jährige auf dem Hip-Hop-Festival Splash vor dem US-Rapper Kendrick Lamar auf der Hauptbühne auf. Nach diesem vorläufigen Höhepunkt seiner Karriere hätten ihm Panikattacken, Depressionen, Schreibblockaden und Angstzustände zu schaffen gemacht. Laut eigener Aussage flog er in der Folge aus einem Fachabitur-Kurs und kam in eine berufsvorbereitende Bildungsmaßnahme. Er sei in dieser Zeit in ein Loch gefallen und habe jahrelang Pizza ausgefahren, in einem Wettbüro und bei der Post gearbeitet. So habe er sich zurück ins Leben gekämpft und anschließend auch wieder regelmäßig Musik gemacht.
Im März 2015 wurde er von Rapper Vega unter seinem Label Über die Grenze aufgenommen. Dort erschien im Herbst 2015 sein zweites Projekt Für immer und eh weg.
2018 zog er nach Berlin in eine WG mit dem Musikproduzenten Aside. Unterstützung erhielt er dabei von dem Rapper Takt32. Dort fing er auch an, für andere Musiker Songs zu schreiben. Zu diesem Zweck unterschrieb er einen Vertrag bei den Verlagen BMG und We Publish Music, den er 2022 verlängerte. In dieser Funktion schrieb er seitdem über 130 Lieder (Stand: Juni 2022), darunter die Rapperinnen Katja Krasavice und Badmómzjay, die Schlagersängerin Helene Fischer (Spiele) und den Popsänger Wincent Weiss. Das entspricht nach eigener Darstellung über einer Milliarde Streams bei Spotify.
2020 nahm ihn schließlich das Label Universal unter Vertrag. Erste Erfolge verzeichnete die Kollaboration mit der Sängerin Elif Immer wenn ich gehen will. Seinen kommerziellen Durchbruch erzielte der Rapper 2021 mit dem Lied Auf & ab. Im August 2021 erreichte das Lied Platz eins der deutschen Singlecharts sowie Top-10-Chartplatzierungen in Österreich und der Schweiz. Die Single wurde in diesen drei Ländern jeweils mit einer Platin-Schallplatte ausgezeichnet.
2023 nahm er an der Musiksendung Sing meinen Song – Das Tauschkonzert teil.

## Musikstil
Im Podcast „Und was machst du?“ des Nachrichtenmagazins Der Spiegel beschrieb er seinen Stil als „irgendwas zwischen Rap und Pop“. Er sagte in dem Podcast, er verarbeite in seiner Musik alles, was er erlebe. Als Inspiration nannte er den US-Rapper Eminem.

## Diskografie
Studioalben

| Jahr | Titel Musiklabel                                 | Höchstplatzierung, Gesamtwochen, AuszeichnungChartplatzierungen (Jahr, Titel, Musiklabel, Platzierungen, Wochen, Auszeichnungen, Anmerkungen) | Höchstplatzierung, Gesamtwochen, AuszeichnungChartplatzierungen (Jahr, Titel, Musiklabel, Platzierungen, Wochen, Auszeichnungen, Anmerkungen) | Höchstplatzierung, Gesamtwochen, AuszeichnungChartplatzierungen (Jahr, Titel, Musiklabel, Platzierungen, Wochen, Auszeichnungen, Anmerkungen) | Anmerkungen                             |
| Jahr | Titel Musiklabel                                 | DE | AT | CH | Anmerkungen                             |
| ---- | ------------------------------------------------ | --- | --- | --- | --------------------------------------- |
| 2011 | Venedig Audiomagnet                              | — | — | — | Erstveröffentlichung: 25. Juni 2011     |
| 2015 | Für immer und eh weg Über die Grenze (GA)        | — | — | — | Erstveröffentlichung: 13. November 2015 |
| 2017 | So macht die Sonne das auch Über die Grenze (GA) | — | — | — | Erstveröffentlichung: 6. Oktober 2017   |
| 2022 | Herzinfucked Vertigo Records (UMG)               | DE9 (16 Wo.)DE | AT71 (2 Wo.)AT | CH83 (1 Wo.)CH | Erstveröffentlichung: 7. April 2022     |
| 2023 | Liebe in Gefahr Vertigo Records (UMG)            | DE1 (49 Wo.)DE | AT19 (8 Wo.)AT | CH26 (4 Wo.)CH | Erstveröffentlichung: 15. Juni 2023     |
| 2024 | Pass auf mein Herz auf Vertigo Records (UMG)     | DE2 (20 Wo.)DE | AT2 (8 Wo.)AT | CH8 (4 Wo.)CH | Erstveröffentlichung: 10. Oktober 2024  |